# Cop de Cap Timbalers
El grup de timbalers Cop de Cap de Cambrils és una colla de percussió que té la seva gènesi en els ritmes emprats en els correfocs.
Han participat en les Jornades de Promoció de la Costa Daurada a Pamplona l'any 2005; han format part de la rua del Carnaval de Solsona 2007; han actuat dos cops, al 2007 i 2008, a Mallorca, juntament amb ‘La Farnaca' (la bèstia de foc de Cambrils que a vegades acompanyen), en el marc de les Festes des Vermar de Binissalem; també han tocat en el Festival Internacional de Música de Moià l'any 2007; i han animat les genuïnes festes del Barri de Gràcia els anys 2008, 2009, i 2010; al 2015 van formar part d'un espectacle creat per la Fura dels Baus i dirigit pel Santi Arisa en la 20a Mostra d'Associacions de Barcelona dins les Festes de la Mercè.
L'any 2015, es van crear els Nyanyos.